# Payam Air
Payam Air is een Iraanse vrachtluchtvaartmaatschappij met haar thuisbasis in Teheran.

## Geschiedenis
Payam Air is opgericht in 1990 opgericht als Iranian Post & Telecom Aviation Services. In 1997 is de naam gewijzigd naar Payam Air. In 2007 had de vrachtluchtvaartmaatschappij 245 medewerkers.

## Vloot
De vloot bestaat (per 28 mei 2015) uit:
- 5 Embraer EMB-110P1 Bandeirante (waarvan vier opgesteld staan op de luchthaven)[1]